# Saison 5 de The Last Ship
Chronologie
Saison 4
La cinquième et dernière saison de The Last Ship, série télévisée américaine, est constituée de dix épisodes, diffusée du 9 septembre 2018 au 11 novembre 2018 sur TNT.

## Distribution
- Eric Dane (VF : Renaud Marx) : amiral Tom Chandler
- Adam Baldwin (VF : Erwin Gruspan) : amiral Mike Slattery
- Travis Van Winkle (VF : Sébastien Hébrant) : lieutenant Danny Green
- Marissa Neitling (VF : Marie Du Bled) : commandant Kara Foster Green
- Charles Parnell : premier maître Russell Jeter
- Christina Elmore : lieutenant Alisha Granderson
- Jocko Sims : commandant Carlton Burk
- Thomas Calabro : général Don Kinkaid
- Bren Foster (VF : Michelangelo Marchese) : premier maître Wolf Taylor
- Bridget Regan (VF : Valérie Siclay) : Sasha Cooper
- Emerson Brooks : amiral Joseph Meylan
- Jodie Turner-Smith (VF : Fanny Dreiss) : second maître Azima Kandie
- Liannet Borrego : Amara Olanta[1]
- Troy Doherty : Clayton Swain[2]
- Leo Oliva : Pena[2]

## Liste des épisodes

### Épisode 1:Déclaration de guerre
- États-Unis : 9 septembre 2018 sur TNT
- France : 10 janvier 2019 sur Warner TV

- États-Unis : 1,258 million de téléspectateurs[3] (première diffusion)

### Épisode 2:Pièges en haute mer
- États-Unis : 16 septembre 2018 sur TNT
- France : 10 janvier 2019 sur Warner TV

- États-Unis : 1,305 million de téléspectateurs[4] (première diffusion)

### Épisode 3:El Puente
- États-Unis : 23 septembre 2018 sur TNT
- France : 17 janvier 2019 sur Warner TV

- États-Unis : 1,4 million de téléspectateurs[5] (première diffusion)

### Épisode 4:Tropique du Cancer
- États-Unis : 30 septembre 2018 sur TNT
- France : 17 janvier 2019 sur Warner TV

- États-Unis : 1,2 million de téléspectateurs[6] (première diffusion)

### Épisode 5:Les Guerriers
- États-Unis : 7 octobre 2018 sur TNT
- France : 24 janvier 2019 sur Warner TV

- États-Unis : 1,047 million de téléspectateurs[7] (première diffusion)

### Épisode 6:Cuba
- États-Unis : 14 octobre 2018 sur TNT
- France : 24 janvier 2019 sur Warner TV

- États-Unis : 1,208 million de téléspectateurs[8] (première diffusion)

### Épisode 7:Le Camp X
- États-Unis : 21 octobre 2018 sur TNT
- France : 31 janvier 2019 sur Warner TV

- États-Unis : 1,299 million de téléspectateurs[9] (première diffusion)

### Épisode 8:Honneur
- États-Unis : 28 octobre 2018 sur TNT
- France : 31 janvier 2019 sur Warner TV

- États-Unis : 1,123 million de téléspectateurs[10] (première diffusion)

### Épisode 9:Le Calme avant la tempête
- États-Unis : 4 novembre 2018 sur TNT
- France : 7 février 2019 sur Warner TV

- États-Unis : 1,127 million de téléspectateurs[11] (première diffusion)

### Épisode 10:Engagement
- États-Unis : 11 novembre 2018 sur TNT
- France : 7 février 2019 sur Warner TV